# 대한민국의 코로나19 예방접종
대한민국의 코로나19 예방접종은 2021년 2월 26일 시작되었으며, 2021년 11월에 집단면역에 도달하는 것을 목표로 실시하는 대한민국에서의 예방접종 프로그램이다.

## 주요 통계

### 지역별 접종률
| 행정 구역명    | 1차 접종자 | 접종완료자 | 1차 접종률 (%) | 접종완료율 (%) |
| -------------- | ---------- | ---------- | -------------- | -------------- |
| 전라남도       | 1,266,953  | 841,596    | 68.9           | 45.8           |
| 전라북도       | 1,175,278  | 762,873    | 65.6           | 42.6           |
| 강원도         | 1,000,542  | 647,612    | 65.4           | 42.3           |
| 충청남도       | 1,345,959  | 837,408    | 63.9           | 42.6           |
| 경상북도       | 1,671,709  | 1,044,713  | 63.7           | 39.8           |
| 충청북도       | 1,008,114  | 619,535    | 63.4           | 38.9           |
| 부산광역시     | 2,612,564  | 73.3       |                |                |
| 경상남도       | 621,419    | 63.8       |                |                |
| 서울특별시     | 7,615,645  | 6,704,753  | 80.1           | 70.5           |
| 대한민국 평균  | 40,768,114 | 35,992,708 | 79.4           | 70.1           |
| 제주특별자치도 | 5,397,628  | 50.8       |                |                |
| 광주광역시     | 1,046,096  | 73.9       |                |                |
| 울산광역시     | 3,355,302  | 49.1       |                |                |
| 인천광역시     | 16,464,695 | 56.8       |                |                |
| 대전광역시     | 1,803,113  | 56.2       |                |                |
| 경기도         | 10,638,013 | 9,306,935  | 79.7           | 69.0           |
| 세종특별자치시 | 5,544,291  | 65.0       |                |                |

## 접종계획
| 시작 시기        | 대상자 | 백신 종류      |
| ---------------- | --- | -------------- |
| 2021년 2월 26일  | 요양병원, 요양시설 입소자 및 종사자 (65세 미만) | 아스트라제네카 |
| 2021년 2월 27일  | 코로나19 치료 의료진 | 화이자         |
| 2021년 3월 8일   | 코로나19 1차대응요원(구급대원 등) | 아스트라제네카 |
| 2021년 3월 23일  | 요양병원, 요양시설 입소자 및 종사자 (65세 이상) | 아스트라제네카 |
| 2021년 4월 1일   | 75세 이상 전국민 노인시설 입소자 및 종사자 | 화이자         |
| 2021년 4월 12일  | 특수교육 종사자 및 유,초중등 보건교사 어린이집 장애아전문 교직원 및 간호인력 노숙인 거주 및 이용시설 장애인 시설 노인요양공동생활가정 결핵 및 한센인 거주시설 교정시설 등 종사자 | 아스트라제네카 |
| 2021년 4월 19일  | 노인 돌봄 종사자 항공 승무원 | 아스트라제네카 |
| 2021년 4월 26일  | 만성신장질환 환자(투석환자) 의원급 의료기관 및 약국 종사자 경찰, 소방 등 사회필수인력                                                                                            | 아스트라제네카 |
| 2021년 4월 28일  | 군 및 관련 종사자 (30세 이상) | 아스트라제네카 |
| 2021년 5월 27일  | 65~74세 전국민 | 아스트라제네카 |
| 2021년 6월 7일   | 60~64세 전국민 | 아스트라제네카 |
| 2021년 6월 10일  | 30세 이상 예비군 민방위 대원 국방, 외교 관련자 | 얀센           |
| 2021년 6월 중    | 2분기 접종 대상자 (30세 미만) | 화이자         |
| 2021년 7월 19일  | 고3 학생 초중고 교직원 | 화이자         |
| 2021년 7월 26일  | 55~59세 전국민 | 화이자 모더나  |
| 2021년 8월 16일  | 50~54세 전국민 | 화이자 모더나  |
| 2021년 8월 26일  | 18~49세 전국민 | 화이자 모더나  |
| 2021년 10월 18일 | 임신부 | 화이자 모더나  |
| 2021년 10월 18일 | 16~17세 전국민 | 화이자         |
| 2021년 11월 1일  | 12~15세 전국민 | 화이자         |

## 집단면역
감염재생산지수가 3일 경우, 집단면역이 되기 위해서는 인구의 70%가 백신을 접종해야만 한다. 정부는 2021년 11월까지 인구의 70%인 3600만명에게 백신 접종을 완료할 계획이다.
정부는 감염재생산지수(감염자 1명이 몇 명을 감염시키는지를 나타내는 지표)가 2.8일 경우를 가정해 전 국민의 70%에게 백신을 접종하면 집단면역을 형성할 수 있을 것으로 보고 있다. 전 국민의 70%에게 예방효과가 90%인 백신을 접종해 전 국민의 63∼64%에 항체가 형성되면 이론적으로 집단면역이 가능하다는 것이다.
2021년 5월 7일, 권준욱 중앙방역대책본부 제2부본부장은 브리핑에서 "우리나라의 코로나19 감염 재생산지수는 현재 1.0에 약간 못 미치는 수준인데 이 지수가 낮으면 집단면역도가 설령 낮아도 백신의 효과가 일찍 그리고 크게 나타날 수 있다"고 밝혔다. "감염재생산지수가 1.5라고 가정하면 전체 국민의 3분의 1에게 면역이 형성되면 감염재생산지수 1.5 아래에서 유행을 잠재울 수 있다는 이론적 근거가 된다"고 말했다. 지난주(4월25일∼5월1일) 국내 감염재생산지수는 0.99로 1.0 미만이다.
당초 정부는 2021년 상반기까지 1차 접종 1200만명이 목표였는데, 1차 접종 1300만명으로 계획을 수정했다.
2021년 9월 18일 1차 접종률이 70%를 넘었다 0시 기준 70.3%다 대한민국에서 2021년 2월 26일 첫 접종 이후 204일 만이다.
2021년 10월 23일 집단면역에 도달할 수 있는 2차 접종률 70%를 넘어섰다. 첫 접종이후 239일 만이다.

## 접종 속도
2021년 2월 26일:첫 접종
2021년 5월 29일:1차 접종률 10% 돌파
2021년 6월 10일:1차 접종률 20% 돌파
2021년 7월 11일:1차 접종률 30% 돌파
2021년 8월 5일:1차 접종률 40% 돌파
2021년 8월 21일:1차 접종률 50% 돌파
2021년 9월 7일:1차 접종률 60% 돌파
2021년 9월 18일:1차 접종률 70% 돌파
2021년 10월 23일:2차 접종률 70% 돌파
2021년 10월 30일:1차 접종률 80% 돌파

## 자가격리
2021년 5월 5일, 코로나19 백신 2차 접종자는 해외 출국 후에도 자가 격리가 면제됐다. 미국 하와이, 사이판, 몰디브, 아랍에미리트(UAE) 두바이 등 휴양지에서는 이미 자가격리가 면제되고 있다. 다만 남아프리카공화국(남아공)이나 브라질발(發) 변이 바이러스가 유행하는 국가에서 들어온 경우는 기존대로 입국 후 2주간 격리 생활을 해야 한다.
국내에서 백신 접종을 완료한 사람은 확진자와 밀접하게 접촉했더라도 유전자증폭(PCR) 검사에서 음성 판정을 받고 의심 증상이 없으면 5일부터 자가격리를 하지 않아도 된다. 백신 종류에 따라 필요한 접종 횟수를 모두 맞은 뒤 2주가 지난 사람에게만 혜택이 주어진다.

## 계약한 백신
| 백신종류        | 진행상황 | 계약 물량                 | 허가일                                   | 접종 시작일     | 생산자                    | 반입 경로     |
| --------------- | -------- | ------------------------- | ---------------------------------------- | --------------- | ------------------------- | ------------- |
| 아스트라제네카  | 사용허가 | 2000만 회분 (1000만 명분) | 2021년 2월 10일                          | 2021년 2월 26일 | SK바이오사이언스          | -             |
| 아스트라제네카  | 사용허가 | 최대 260만 회분           | 2021년 2월 10일                          | 2021년 2월 26일 | SK바이오사이언스 카텔런트 | COVAX         |
| 화이자-바이온텍 | 사용허가 | 최대 10만 회분            | 2021년 2월 3일 (특례수입) 2021년 3월 5일 | 2021년 2월 27일 | 화이자                    | COVAX         |
| 화이자-바이온텍 | 사용허가 | 6600만 회분 (3300만 명분) | 2021년 2월 3일 (특례수입) 2021년 3월 5일 | 2021년 2월 27일 | 화이자                    | -             |
| 얀센            | 사용허가 | 600만 회분 (600만 명분)   | 2021년 4월 7일                           | 2021년 6월 10일 | 이머전트 바이오솔루션     | -             |
| 얀센            | 사용허가 | 약 100만 회분             | 2021년 4월 7일                           | 2021년 6월 10일 | 이머전트 바이오솔루션     | 미국에서 지원 |
| 모더나          | 사용허가 | 4000만 회분 (2000만 명분) | 2021년 5월 21일                          | 2021년 6월 18일 | 론자 삼성바이오로직스     | -             |
| 노바백스        | 사용허가 | 4000만 회분 (2000만 명분) | 2022년 1월 12일                          | 2022년 2월 14일 | SK바이오사이언스          | -             |

## 한국의 백신 개발
| 백신        | 기술          | 임상 1상 | 임상 2상 | 임상 3상 |
| ----------- | ------------- | -------- | -------- | -------- |
| GX-19N      | DNA           | 완료     | 진행중   | 시작전   |
| 유코백-19   | 재조합        | 완료     | 완료     | 진행중   |
| GBP510      | 재조합        | 완료     | 완료     | 진행중   |
| AdCLD-CoV19 | 바이러스 벡터 | 완료     | 진행중   | 시작 전  |
| GLS-5310    | DNA           | 완료     | 진행중   | 시작 전  |
| NBP2001     | 재조합        | 진행중   | 시작 전  | 시작 전  |
| EG-COVID    | mRNA 백신     | 완료     | 진행중   | 시작 전  |